# デイヴィッド・ロックフェラー
デイヴィッド・ロックフェラー（David Rockefeller、1915年6月12日 - 2017年3月20日）は、アメリカの銀行家であり、実業家であり、慈善家であり、ロックフェラー家第3代当主である。チェース・マンハッタン・コーポレーションの会長兼最高経営責任者（CEO）を務めた。親日家として知られている。
デイヴィッド・ロックフェラーは2004年7月以来、ロックフェラー家と一族の家長の中で最も長生きしていた。彼はまた、ジョン・D・ロックフェラー・ジュニアとアビー・アルドリッチ・ロックフェラーの子供で最後の生き残りであり、ジョン・D・ロックフェラーとローラ・スペルマン・ロックフェラーの孫で最後の生き残り。

## 経歴

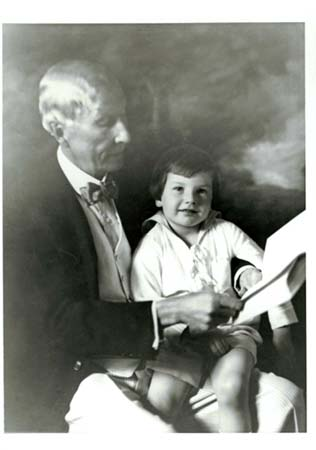
祖父ジョン・ロックフェラーと幼いころのデイヴィッド

1915年6月12日、ニューヨークのマンハッタン西54丁目で五男一女の兄弟姉妹の末っ子として生まれる。祖父はジョン・ロックフェラー、父はジョン・ロックフェラー2世。初代ロックフェラーの孫のうち最後まで存命であったのは彼で、2015年6月12日に百歳の誕生日を迎えた。
国際基督教大学に留学していたことでも知られるジョン・ロックフェラー4世（John Davison "Jay" Rockefeller IV）はデイヴィッドの兄ジョン・D・ロックフェラー3世の長男である。
1936年、ハーヴァード大学卒業。ヨーゼフ・シュンペーターに師事し、卒業論文のテーマはフェビアン協会であった。その後、フェビアン協会が設立したロンドン・スクール・オブ・エコノミクス (LSE)に留学、同校で修士号を取得。また同時期にLSEのハロルド・ラスキのもとに留学していた後のアメリカ大統領ジョン・F・ケネディと出会う。その後、シカゴ大学で経済学博士号を取得。博士論文はハーバード時代の恩師シュンペーター、LSE時代のフリードリヒ・ハイエク、シカゴ大学時代のフランク・ナイト、そして祖父のジョン・D・ロックフェラーに影響を受けていた。
ニューヨーク市長フィオレロ・ラガーディアの秘書を務めた後、1946年に旧チェース・ナショナル銀行に入行。

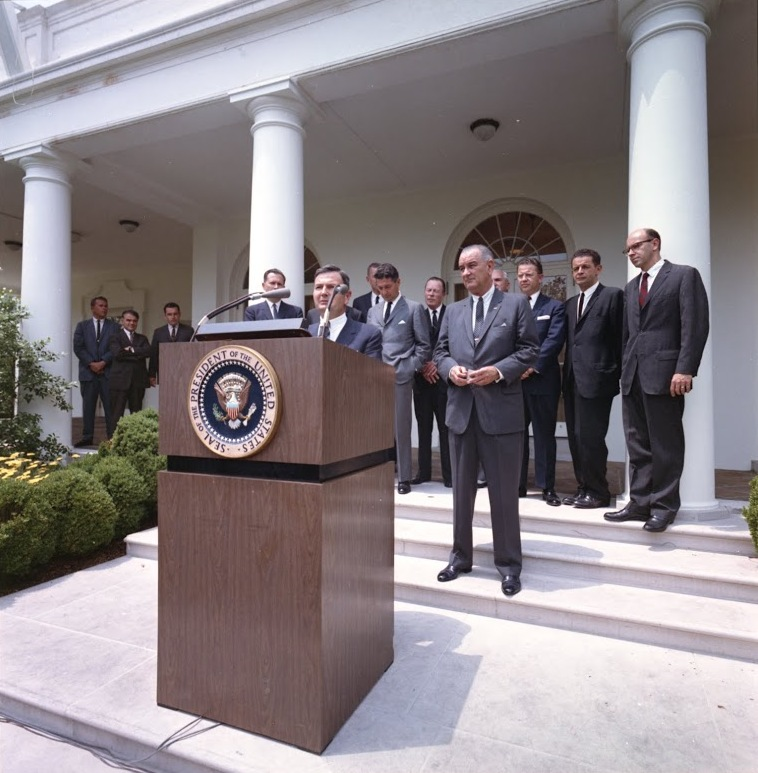
ジョンソン大統領とデイヴィッド・ロックフェラー（1964年）

1961年にチェース・マンハッタン銀行会長に就任し、1969年から1981年にかけて最高経営責任者（CEO）となる。海外に銀行事業を拡大し、世界各国の政財界に幅広い人脈を築き、それを生かして民間外交を活発に行い、東西冷戦最中の1973年にソビエト連邦に赴いてソ連初の米銀行支店、中華人民共和国に旅して中国初の米コルレス銀行を設立し、三極委員会を創設した。
2017年3月20日月曜日の朝、ポカンティコ・ヒルズの自宅で睡眠中、うっ血性心不全により死去。101歳没。

## 家族
彼は1940年9月7日にマーガレット・マクグラス（Margaret McGrath、1915年9月28日 – 1996年3月26日）と結婚した。6人の子（2男4女）に恵まれたが、1人に先立たれている。
- 長男：デイヴィッド・ロックフェラー・ジュニア（英語版）（1941年7月24日 - ）
- 長女：アビゲイル・アルドリッチ・ロックフェラー（英語版）（1943年 - ）
- 次女：ネヴァ・グッドウィン（英語版）（1944年 - ）
- 三女：マーガレット・デュラニー・ロックフェラー（英語版）（1947年 - ）
- 次男：リチャード・ギルダー・ロックフェラー（英語版）（1949年1月20日 - 2014年6月13日、父デイヴィッドの99歳の誕生日の翌日、13日の金曜日に自身の運転していた自家用機の事故により墜落死した。満65歳没。暗殺説もある。）
- 四女：アイリーン・ロックフェラー・グローワルド（英語版）（1952年 - ）

## 日本との関係
親日家として知られる。
1972年（昭和47年）、デイビッド・ロックフェラーはオランダ王室にビルダーバーグ会議への日本の参加を打診したが断られたため、ズビグネフ・ブレジンスキーに日本が加わる会議の創設を提案した。宮沢喜一、大来佐武郎らを招待した勉強会が開催され、翌年の1973年10月に「三極委員会」が誕生した。
1978年（昭和53年）に日本文化を伝える非営利団体「ジャパン・ソサエティー」の名誉会長に就任。
1988年（昭和63年）の創設時から1990年（平成2年）まで高松宮殿下記念世界文化賞の国際顧問を務め、その後名誉顧問に転じた。
1989年にロックフェラー家がロックフェラーセンターを三菱地所に売却した際、米国民から批判が巻き起こったが、デイヴィッドがその矢面に立った。
1991年（平成3年）には勲一等瑞宝章を受勲した。
1994年（平成6年）に明仁天皇（現明仁上皇）がニューヨークを訪問した際には自邸に招待した。
2007年（平成19年）に11月に来日、回想録（日本語版）の出版記念会が都内のホテルで催され、出版記念サイン会がMoMA Design Storeにて催された。デイビッド・ロックフェラーの来日はシティグループがサブプライム問題で大きな損失を被ったことと関係があるとする報道が見られた。
新生銀行の社外取締役を勤めた。

## その他
- デイヴィッド・ロックフェラーのオフィスには150,000人の名刺を納めたローロデックス（Rolodex、名刺ホルダー）がある[17]。世界の政財界の要人4万人と親交のある「銀行外交官」と称された[18]。
- 趣味は昆虫学、甲虫類（beetle）の研究とコレクションである[19]。斎藤邦彦（元駐米大使、元外務事務次官）はロックフェラー宅で甲虫類のコレクションを見学している[20]。

## 著作
- Memoirs, David Rockefeller, New York: Random House, 2002.
- これからの銀行経営 企業よ創造性をもて 住吉弘人訳 竹内書店 1965
- 『ロックフェラー回顧録』楡井浩一訳 新潮社 2007年 ISBN 4105056514
- 盛田昭夫対談『21世紀に向けて』 読売新聞社 1992年